# Дергачи (Самарская область)
Дергачи́ — село в Красноармейском районе Самарской области России. Входит в состав сельского поселения Колывань.

## География
Село находится в южной части Самарской области, в пределах низкого Сыртового Заволжья, в степной зоне, на левом берегу реки Чапаевкf, вблизи места впадения в неё реки Большая Вязовка, на расстоянии примерно 17 км (по прямой) к северу от села Красноармейское, административного центра района. Абсолютная высота — 42 м над уровнем моря.
Климат
Климат характеризуется как континентальный, засушливый, с жарким летом и холодной малоснежной зимой. Среднегодовая температура воздуха — 4,7 °С. Средняя температура воздуха самого тёплого месяца (июля) — 21,6 °C (абсолютный максимум — 41 °C); самого холодного (января) — −12,7 °C (абсолютный минимум — −46 °C). Среднегодовое количество атмосферных осадков составляет 420 мм, из которых 277 мм выпадает в период с апреля по октябрь. Снежный покров держится в течение 136 дней.
Часовой пояс
Село Дергачи, как и вся Самарская область, находится в часовой зоне МСК+1. Смещение применяемого времени относительно UTC составляет +4:00.

## История
В начале XX века в селе был построен кирпичный православный храм с трёхъярусной колокольней по проекту архитектора Тадеуша Хилинского. Приход действовал до 1920-х годов. Затем в здании размещалось зернохранилище. Ныне здание в полуразрушенном состоянии, без крыши.  

## Население
| 2010 |
| ---- |
| 405  |

Половой состав
По данным Всероссийской переписи населения 2010 года, в гендерной структуре населения мужчины составляли 47,9 %, женщины — соответственно 52,1 %.
Национальный состав
Согласно результатам переписи 2002 года, в национальной структуре населения русские составляли 90 % из 441 чел.